# Palacio de Dampierre

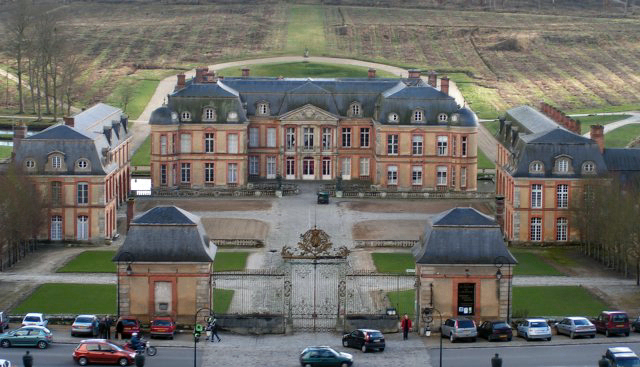
Palacio de Dampierre: de estilo barroco según el gusto de la época de Luis XIV.

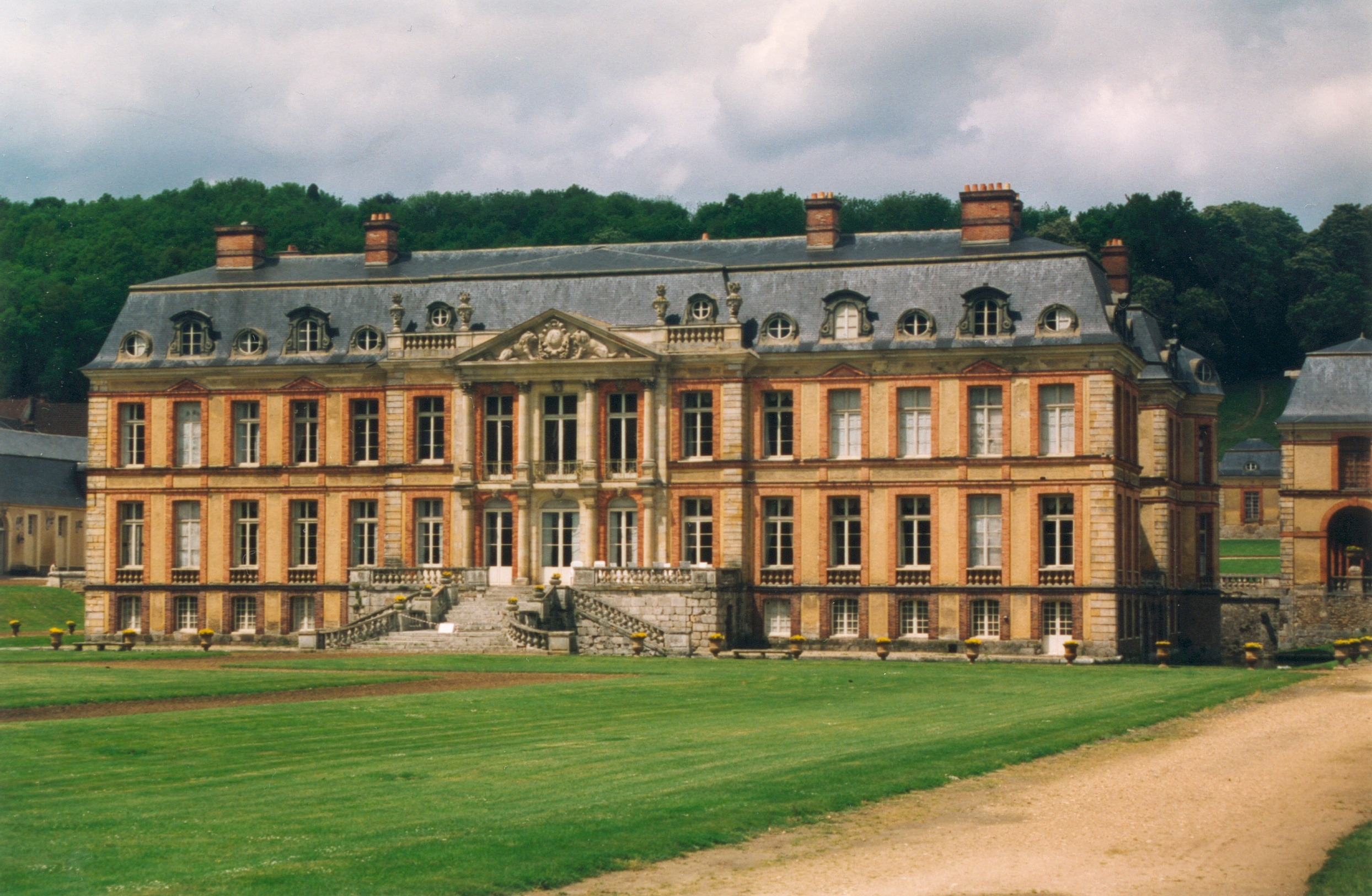
Otra perspectiva del palacio.

El palacio de Dampierre se encuentra en Dampierre-en-Yvelines, en el Vallée de Chevreuse, Francia.
Construido por Jules Hardouin-Mansart en 1675-1683 para el duque de Chevreuse y su yerno Colbert, es un château (castillo-palacio) de estilo barroco francés de tamaño medio. Protegido detrás de finas puertas dobles de hierro labrado, el bloque principal (corps de logis) y sus dependencias, ligadas por las barandillas, se extienden simétricamente alrededor de una explanada pavimentada y cubierta con grava seca, lacour d' honneur. 
Detrás del eje central actualmente se extiende entre el antiguo parterre al anterior, campos de heno segados. El parque con agua formalmente formada fue presentado por André Le Nôtre. 
Hay interiores suntuosos. La pequeña escala (comparada a Vaux-le-Vicomte por ejemplo) hace más fácil compararlo al aproximadamente contemporáneo Palacio Het Loo, en Apeldoorn, para Guillermo III de Orange. 
La grande galerie fue reconstruida para el arqueólogo y colector aficionado, Honoré Théodoric d'Albert de Luynes bajo dirección del arquitecto anticuario Félix Duban. El escultor Pierre-Charles Simart contribuyó con frisos helénicos y relieves para el proyecto. 
La obra de Ingres denominada Edad de Oro permanece como testamento al proyecto abortado de adornarlo al fresco, no siendo este el medio que habitualmente utilizaba Ingres en sus obras. 
El parque, que perdió muchos árboles en la tormenta del 26 de diciembre de 1999, nos ofrece un canal formal y de una folie del jardín del siglo XVIII.